# Peresadivka, Jovtnevîi
Peresadivka (în ucraineană Пересадівка) este o comună în raionul Jovtnevîi, regiunea Mîkolaiiv, Ucraina, formată numai din satul de reședință.

## Demografie
Componența lingvistică a comunei Peresadivka
     Ucraineană (94,05%)
     Rusă (5,48%)
     Alte limbi (0,22%)
Conform recensământului din 2001, majoritatea populației comunei Peresadivka era vorbitoare de ucraineană (94,05%), existând în minoritate și vorbitori de rusă (5,48%).